# Nusfla
Nusfla war ein arabisches Volumenmaß.
- 1 Nusfla = 1/8 Cuddy/Gudda/Köddi = 0,946 Liter